# Argelia Velez-Rodriguez

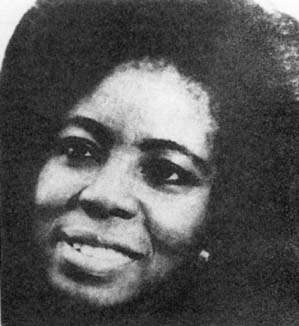
Argelia Velez-Rodriguez

Argelia Velez-Rodriguez (* 1936 in Havanna, Kuba) ist eine kubanisch-amerikanische Mathematikerin und Hochschullehrerin. Sie war die erste Afrokubanerin, die in Kuba promovierte.

## Leben und Werk
Velez-Rodriguez ist die Tochter von Pedro Vélez, der in der Regierung unter Kubas Führer Fulgencio Batista das kubanische Bildungssystem verbesserte. Sie besuchte die römisch-katholische Grund- und Sekundarschule und studierte Mathematik am Marianao-Institut. 1955 erhielt sie dort ihren Bachelor-Abschluss.  1954 heiratete sie Paul Rodriguez, mit dem sie 1955 einen Sohn und 1959 eine Tochter bekam. 1960 setzte sie ihr Studium in Mathematik und Astronomie an der Universität von Havanna fort. Ihre Dozenten waren hauptsächlich promovierte Frauen. Sie promovierte als erste Afrokubanerin in Kuba mit einer Dissertation über die Anwendung von Differentialgleichungen auf die Astronomie mit dem Titel: Determination of Orbits Using Talcott’s Method. Ihren Worten zufolge war sie in Kuba keiner Rassendiskriminierung ausgesetzt, außer an Orten, die den Vereinigten Staaten gehörten oder von ihnen kontrolliert wurden. 
Als die katholische Schule ihres Sohnes von der kommunistischen Regierung übernommen wurde, wanderte sie 1962 mit ihren Kindern in die USA aus und drei Jahre später folgte ihr Ehemann. 1962 erhielt sie am Texas College ihre erste Lehrtätigkeit in den USA und unterrichtete Mathematik und Physik. 1972 erhielt sie die amerikanische Staatsbürgerschaft und wurde Professorin am Bishop College in Texas, wo sie das Department of Mathematical Science von 1975 bis 1978 leitete. 1979 wurde sie Programmmanagerin bei der National Science Foundation für das Minority Science Improvement Program und wurde 1980 vom Bildungsministerium der Vereinigten Staaten mit der Leitung beauftragt.